# Río Horýn
El río Horýn o Harýn (en ucraniano: Гори́нь; en bielorruso: Гарынь; en polaco: Horyń) es un afluente del río Prípiat, tributario a su vez del río Dniéper, que fluye a través de Bielorrusia y Ucrania. Tiene una longitud de 659 km y drena una cuenca hidrográfica de 22.700 km². 
Su anchura máxima es de 80 metros, y una profundidad máxima de 16 metros. Sus afluentes más importantes son el Sluch (Случ, de 451 km y una cuenca de 13.800 km²) y el Stubazka (Стубазка, de 86 km).
El río Horýn tiene su fuente en el óblast de Ternópil de Ucrania, al sur de la ciudad de Krémenets, ubicada al norte del centro administrativo del óblast de Ternópil, Ternópil. El río fluye entonces hacia el norte, donde hace formaciones en forma de meandro, a través de los óblasts ucranianos de Jmelnitski y Rivne. El Horýn después pasa por el noreste del vóblast bielorruso de Brest, donde finalmente desemboca en el río Prípiat.
La central nuclear de Jmelnitski, ubicada en las proximidades de la ciudad de Netishyn, usa agua del río Horýn para su proceso de refrigerado.
Antes de que el río fuese represado lo que creó contaminación, el río fue usado para la irrigación y la pesca. Un esfuerzo de limpieza en septiembre de 1996, fue un paso hacia la restauración del río.
Entre las localidades más importantes a orillas del río están, en Ucrania, Izyáslav, Slavuta, Netishyn, Ostroh y Dubróvytsia; y en Bielorrusia, Réchytsa y Stolin. 